# 7311 Hildehan
7311 Hildehan (1995 TU) là một tiểu hành tinh vành đai chính được phát hiện ngày 14 tháng 10 năm 1995 bởi D. di Cicco ở Sudbury, Massachusetts.